# Xã Pike City, Quận Pike, Arkansas
Xã Pike City (tiếng Anh: Pike City Township) là một xã thuộc quận Pike, tiểu bang Arkansas, Hoa Kỳ. Năm 2010, dân số của xã này là 189 người.